# Blu-ray диск
Blu-ray дисковете (BD) са оптични дискове с висока плътност на записа, предназначени за съхраняване на цифрови данни, включително видео с висока разделителна способност (High Definition Video).
Името на новия формат произлиза от използването в него на синьо (по-точно виолетово) лазерно излъчване („blue ray“ означава „син лъч“, вж. Интересни факти по-долу), което позволява запис и съхранение на данни върху оптичен носител с висока плътност. Blu-ray е създаден от група от девет компании, а именно Sony, Philips, Pioneer, Panasonic, Thomson, LG, Samsung, Hitachi и Sharp. По-късно се включват Apple, TDK, Dell, Hewlett Packard, The Walt Disney Company, Warner Bros. и Universal Music Group. Конкурентният продукт HD DVD е на Microsoft, NEC, Sanyo, Toshiba и по-късно – някои от големите филмови къщи. Повечето филмови компании издават много от заглавията си и в двата формата.
Капацитетът на един носител Blu-ray е до 25 GB данни, като обемът на един двуслоен носител е 50 GB. Според физическия формат Blu-ray дисковете се делят на следните типове: BD-ROM, BD-R и BD-RE.

## Издръжливост
Един от проблемите при Blu-ray, породен от високата плътност на данните, е защитата на слоя с информация срещу физическо нараняване. В началото на развитието на тази технология носителите се съхраняваха в специални прахозащитни и удароустойчиви кутии, които обаче правеха дизайна на диска доста старомоден и неудобен. Ето защо Blu-ray консорциумът разработи специален покривен слой, който се нанася върху носителя и предпазва защитния, а също и информационния слой от надраскване. Така BD носителите стават много по-стабилни и защитени от външни влияния, а освен това се увеличава времето за съхранение на информацията.

## Blu-ray като видео носители
На Blu-ray носители може да се запише до 15 часа видео с висока разделителна способност или до 23 – 25 часа със стандартна. Тези обеми са непосилни за DVD носителите, най-вече когато става въпрос за особено големи разширения (повече от 10-20-часова видео информация) на филмовия материал: бонус сцени и материали, съпътстващи филмовото заглавие, докато допълнителни субтитри и аудио дублаж на различни езици не са проблем (виж DVD-Video), те заемат значително по-малко място. Една от причините за създаването на формата BD e по-голямата интерактивност и мултимедийност за крайния потребител. Друга като че ли по-важна причина е необходимостта от съхранение на телевизионни програми с висока разделителна способност (HDTV).
През 2007 г. Blu-ray набира сериозна скорост и продажбите на тези дискове в САЩ са нараснали до над 2,6 млн., което е два пъти повече, отколкото са продадените дискове от конкурента HD DVD за същия период.

## Интересни факти
Буквата „e“ е била съзнателно изключена от думата „blue“, за да стане възможно регистрирането на търговска марка, тъй като изразът „blue ray“ (син лъч) е обичаен и не може да бъде патентован.